# العتبات (الضالع)
العتبات هي إحدى قرى الجمهورية اليمنية. وهي تتبع جغرافيًا لمحافظة الضالع. وإداريًا لمديرية قعطبة. يبلغ تعداد سكانها 1465 نسمة حسب الإحصاء الذي جرى عام 2004.